# Athaumasta cortex
Athaumasta cortex är en fjärilsart som beskrevs av Alphéraky 1887. Athaumasta cortex ingår i släktet Athaumasta och familjen nattflyn. Inga underarter finns listade i Catalogue of Life.